# Större kapverdelira
Större kapverdelira (Calonectris edwardsii) är en fågel i familjen liror inom ordningen stormfåglar.

## Utseende
Större kapverdelira är mycket lik gulnäbbad lira som den tidigare ansågs vara en del av. Näbben är dock tunnare och mörk, och både huvud och ovansida är likaså mörkare. Flykten är mer typiskt lirlik med stelare och snabbare vingslag. Intrycket är av en mindre, smäckrare och gängligare fågel.

## Läte
Arten är tystlåten till havs, men ljudlig i häckningskolonierna, både i flykten och på marken, till och med inne i själva bohålorna. Lätet beskrivs i engelsk litteratur som ett djupt skrattande ”cagarrah” som besvaras med en ljusare vissling påminnande om bläsand, väsande klagande ljud och ett ”ha-hoo” i flykten, alla utan gulnäbbade liras raspiga röst. Honan har mörkare läten än hanen. Lätet i duett är tvåstavigt likt gulnäbbad lira och scopolilira, men är tydligt ljusare.

## Utbredning och systematik
Större kapverdelira häckar endemiskt i Kap Verdeöarna, med de största kolonierna på Raso, Branco och Brava samt mindre antal på Santiago, São Nicolau och Santo Antão. Fågeln övervintrar huvudsakligen i uppvällningsområden i tropiska och södra Atlanten.
Sedan 2010 har enstaka individer påträffats i en koloni med gulnäbbad lira på skäret Montaña Clara utanför Lanzarote i Kanarieöarna. Den har också setts i Selvagensöarna.
Tidigare kategoriserades den som en underart till gulnäbbad lira, men anses numera allmänt utgöra en egen art.

## Status och hot
Arten tros ha minskat i antal historiskt till följd av jakt vid häckningskolonierna men anses vara förhållandevis vanlig.. En studie från 2015 visade på 6.312 par häckande på Raso och ytterligare 3.500 fåglar på Branco. Med tanke på dess begränsade utbredning och världspopulation kategoriserar internationella naturvårdsunionen IUCN som nära hotad.
Förutom jakt är möjliga hot invasiva arter som katter samt bifångst vid fiske. Man har också noterat invasiva myrarter äta på lirungar på Raso.

## Levnadssätt
Fågeln återvänder till häckningskolonierna i slutet av februari eller mars efter att ha varit borta i ungefär tre månader. Den häckar i klipphålor eller under klippblock. Den livnär sig huvudsakligen av bläckfisk (släktet Loligo), taggmakrillen Selar crumenophthalmus och afrikansk sardinell.

## Namn
Fågelns vetenskapliga artnamn hedrar den franske zoologen Henri-Milne Edwards (1800-1885). Arten kallades tidigare enbart kapverdelira, men fick namnet justerat av BirdLife Sveriges taxonomiska kommitté i juni 2025, eftersom ytterligare en lira, Puffinus boydi, är endemisk för Kap Verde.